# Prosopocera undulata
Prosopocera undulata là một loài bọ cánh cứng trong họ Cerambycidae.